# Illarion Ivanovich Larin
Illarion Ivanovich Larin (tiếng Nga: Илларион Иванович Ларин; 28 tháng 3 năm 1903, làng Mikhailovskoye, tỉnh Orenburg  - 25 tháng 12 năm 1942) là một sĩ quan chính trị cao cấp của Hồng quân thời kỳ đầu Chiến tranh Vệ quốc vĩ đại, hàm Thiếu tướng (1942). Ông đã tự sát sau thất bại cuộc tấn công bất thành của Tập đoàn quân cận vệ 2 vào Rostov-on-Don.

## Tiểu sử
Illarion Larin sinh năm 1903, trong gia đình công nhân viên chức. Ông gia nhập Hồng quân từ năm 1921, là thành viên của CPSU (b) từ năm 1924.
Năm 1925, ông tốt nghiệp Trường Bộ binh Leningrad số 1, năm 1928, tốt nghiệp khóa học quân sự-chính trị. Từ năm 1928, ông làm công tác chính trị trong Hồng quân. Năm 1939-1941, ông là Chính ủy, Phó Tư lệnh về chính trị Sư đoàn bộ binh 147. Từ tháng 3 năm 1941, là Chính ủy quân đoàn súng trường 48. Tháng 6 năm 1941, ông được phong cấp Chính ủy trung đoàn (полковой комиссар). 

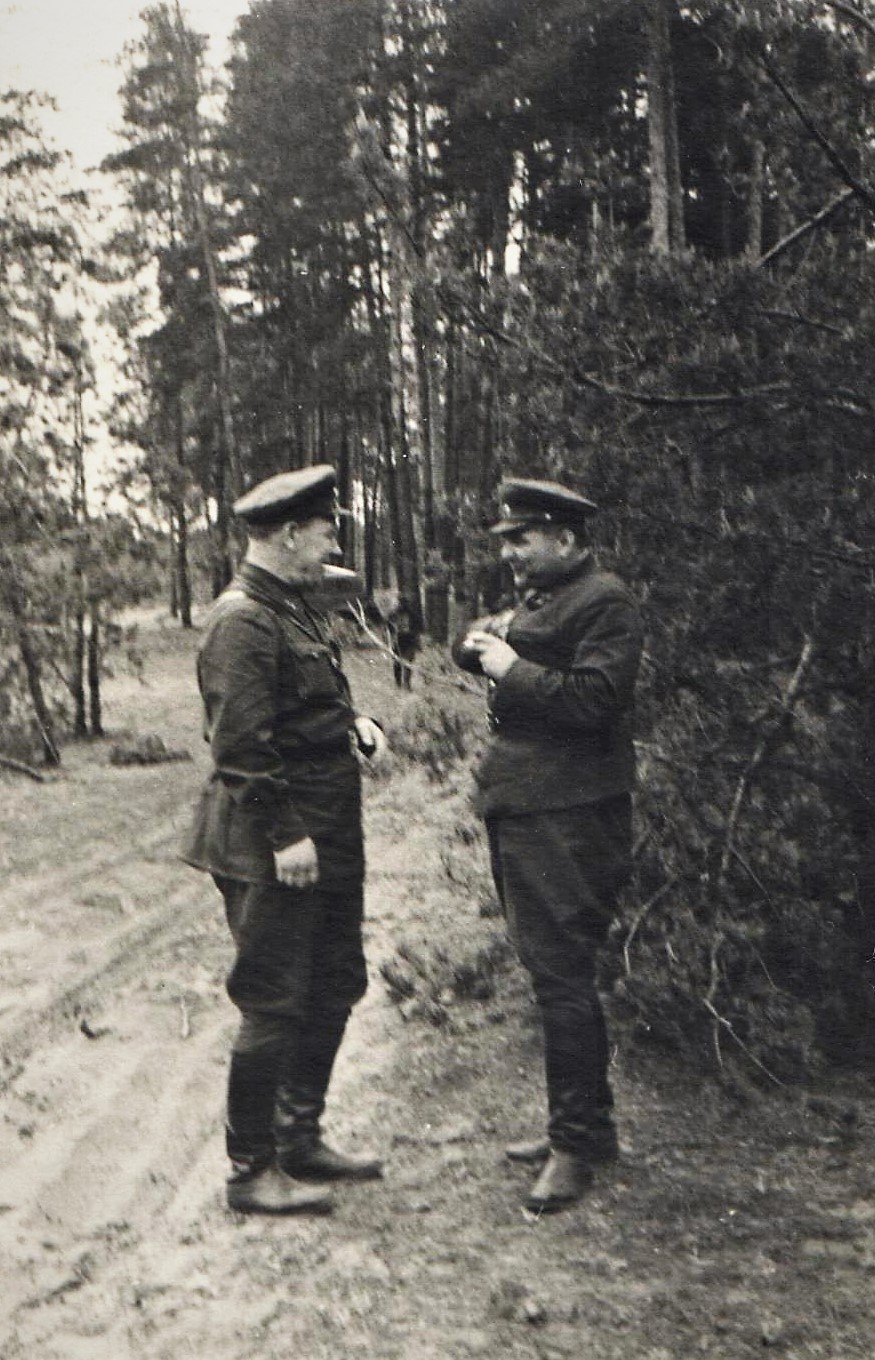
Tư lệnh Quân đoàn súng trường 48, Thiếu tướng R.Ya. Malinovsky (phải) và chính ủy quân đoàn, I.I. Larin. Mùa hè năm 1941

Khi cuộc Chiến tranh Vệ quốc vĩ đại nổ ra tháng 6 năm 1941, trên cương vị chính ủy quân đoàn 48, ông đã có vai trò cá nhân tích cực, ảnh hưởng đến tinh thần chiến đấu của các chiến sĩ và chỉ huy; tham gia vào các trận chiến Skuliany, Falesti, giữ vai trò chỉ đạo. Vì lòng dũng cảm và chủ nghĩa anh hùng của mình, ông đã được trao tặng Huân chương Lenin (06.11.1941).
Từ ngày 14 tháng 9 đến ngày 28 tháng 12 năm 1941, ông là Ủy viên Hội đồng quân sự Tập đoàn quân 6. Từ ngày 31 tháng 12 năm 1941 đến ngày 28 tháng 7 năm 1942, là Ủy viên Hội đồng quân sự Phương diện quân Nam, cấp bậc Chính ủy sư đoàn (дивизионный комиссар). Ông đã tham gia các trận chiến biên giới, trong các chiến dịch Donbass và Barvenkovo-Lozovskaya, trong trận Kharkov.
Phương diện quân Nam khi đó R. Ya. Malinovsky chỉ huy. Larin và Malinovsky là bạn của nhau, họ đã từng phục vụ cùng nhau từ trước chiến tranh. Ngày 28 tháng 7 năm 1942, sau những thất bại chiến trường, khi các đơn vị của Phương diện quân Nam buộc phải rút bỏ khỏi Donbass và Rostov-on-Don, Phương diện quân Nam bị giải tán, Malinovsky và Larin bị cách chức. Từ tháng 11 năm 1942, Malinovsky được bổ nhiệm làm Tư lệnh Tập đoàn quân cận vệ 2, và Larin cũng trở thành thành viên Hội đồng quân sự tập đoàn quân từ ngày 1 tháng 11 năm 1942. Ngày 6 tháng 12 năm 1942, ông được phong quân hàm Thiếu tướng.. Trong cuộc phản công của Liên Xô tại Stalingrad, ông đã tham gia vào chiến dịch Kotelnikov.
Mùa đông năm 1942, Larin bất ngờ tự sát. Các dữ kiện khác nhau đã được đưa ra về thời gian và địa điểm của sự kiện này. Có thuyết cho rằng Larin tự bắn mình trong bệnh viện với vết thương nhẹ. Theo hồi ký của N.R. Malinovskaya, Larin đã tự bắn mình trong khách sạn Moskva khi đang chờ gặp Stalin. Trong bức thư tuyệt mệnh để lại, ông đã kết thúc bằng dòng chữ: “Lenin muôn năm!".
Nhiều tài liệu ghi nhận thời điểm ông tự sát là vào ngày 25 tháng 12 năm 1942. Một số nguồn khác ghi nhận gián tiếp qua vị trí chức vụ thành viên Hội đồng quân sự Tập đoàn quân cận vệ 2 kéo dài đến ngày 27 tháng 1 năm 1943.